# Rio di Santa Giustina

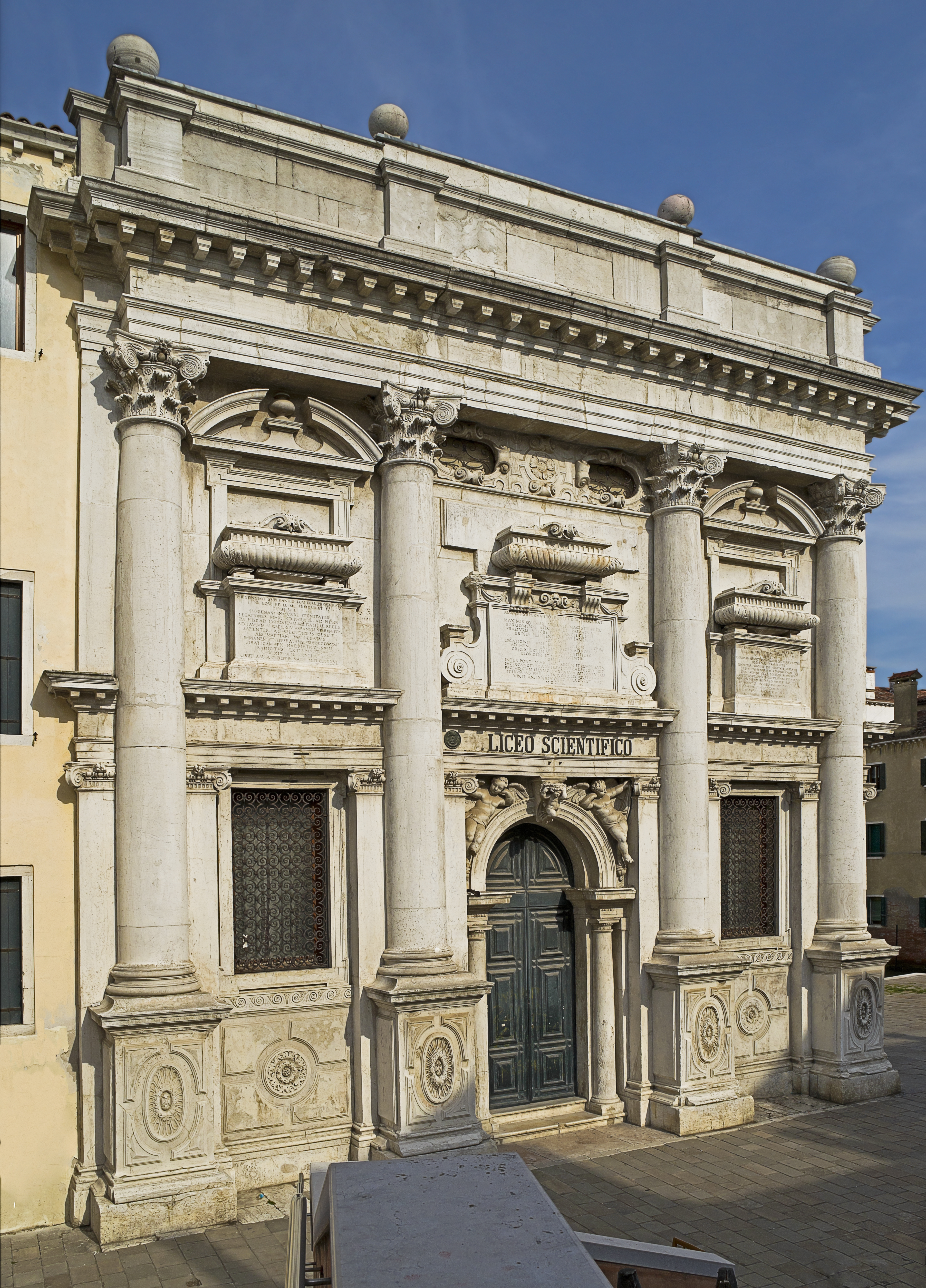
L'ancienne église de Sta Giustina, aujourd'hui lycée technique

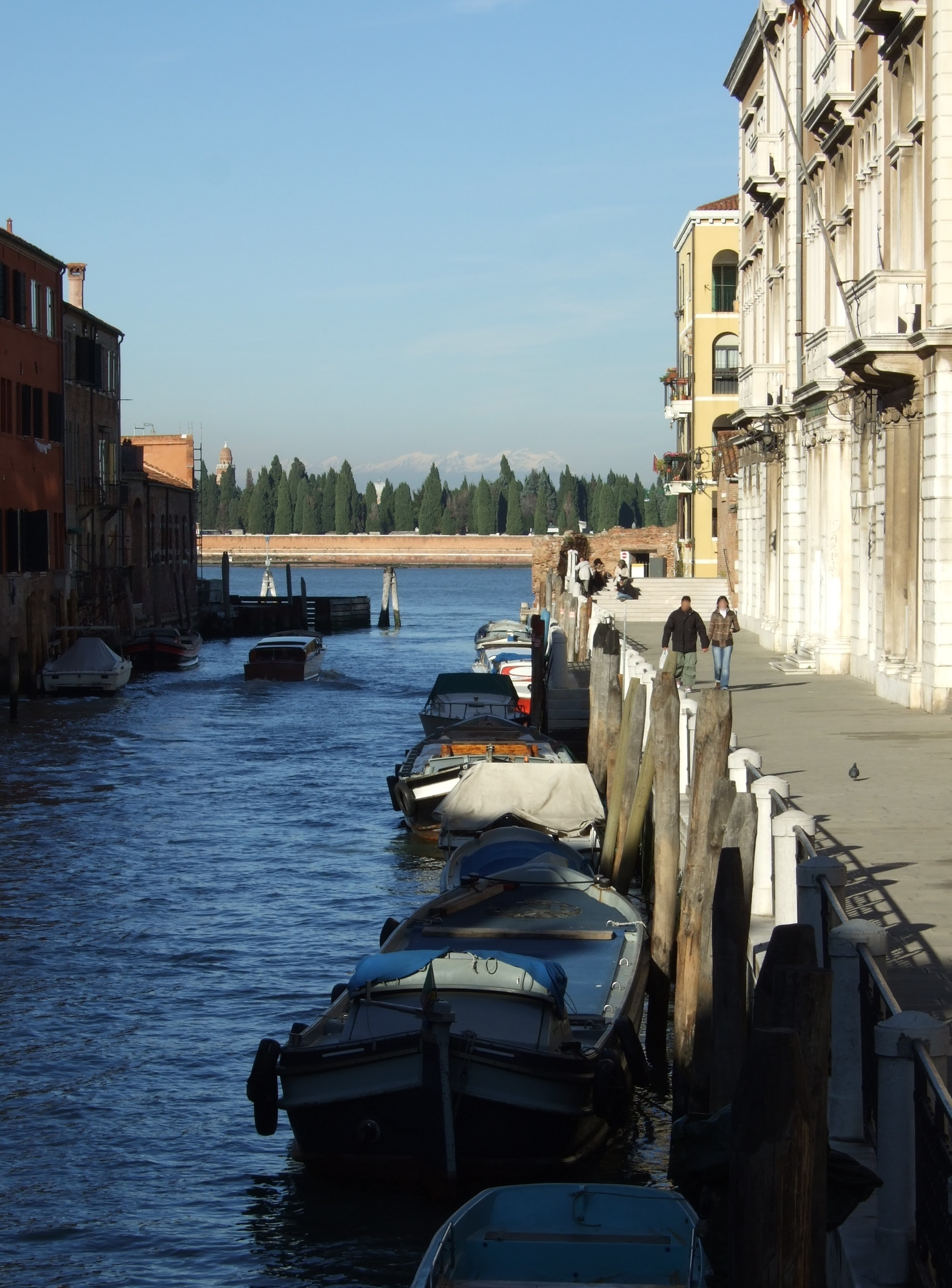
Vue vers le nord depuis le Ponte di S.Giustina avec en arrière-fond l'île de San Michele

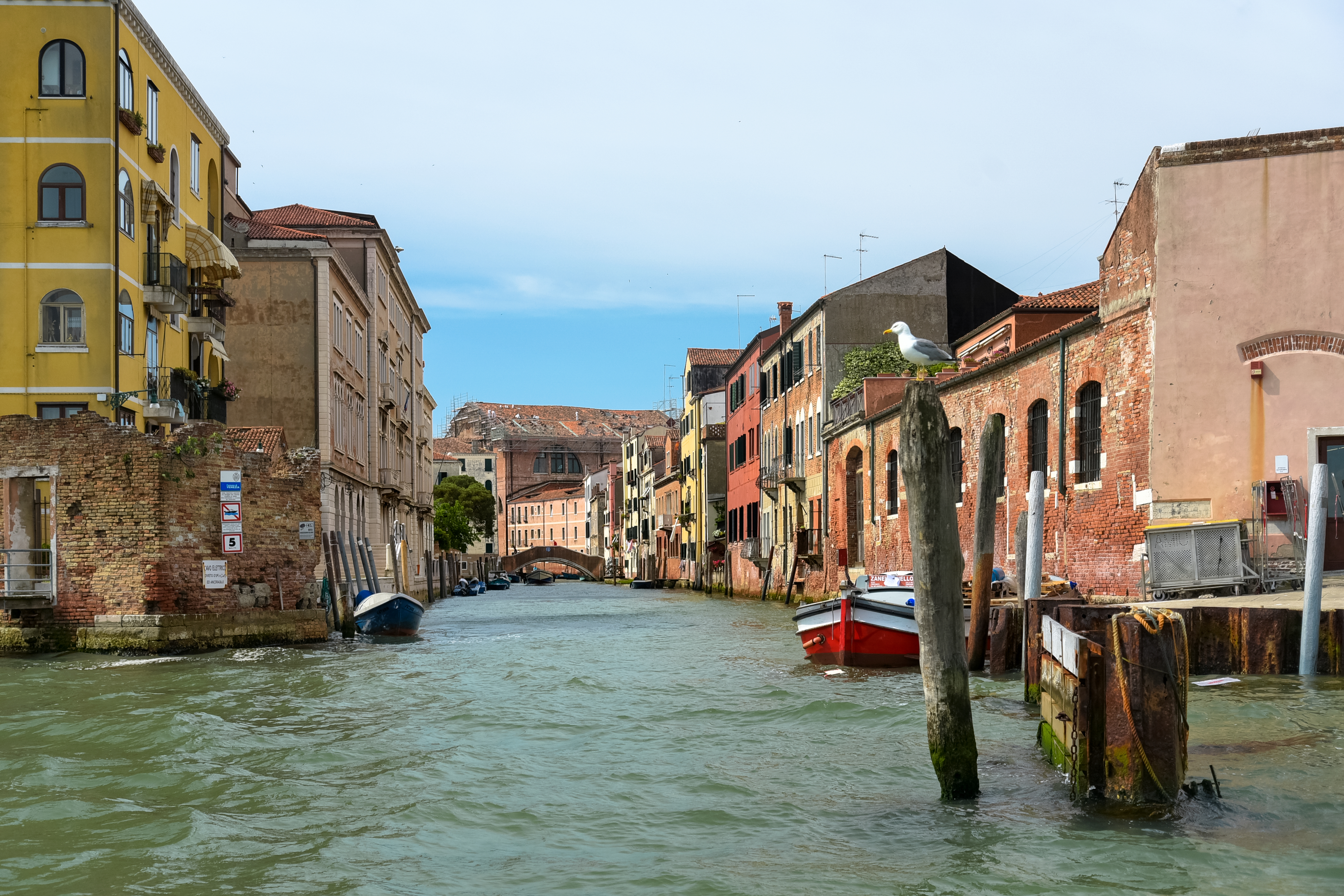
Vue vers le sud et en arrière-fond l'Église San Lorenzo

Le rio di Santa Giustina (vénitien de ;canal de Sainte-Justine) est un canal de Venise dans le sestiere de Castello. 

## Origine
Ce rio est appelé d'après l'ancienne église Santa Giustina toute proche.

## Description
Le rio de Santa Giustina a une longueur de 226 mètres. Il prolonge le rio de Sant'Antonin depuis l'intersection avec les rio de San Giovanni Laterano et di S.Francesco della Vigna vers le nord, pour rejoindre la lagune à la pointe est des fondamente Nuove.

## Situation
Ce rio longe :
- le fondamenta di Santa Giustina ;
- le campo de l'ancienne église Santa Giustina.

## Ponts
Il est traversé par deux ponts :
- un pont privé ;
- le ponte Santa Giustina reliant le fondamenta éponyme et la calle del Cafetier.

Un pont fait partie du fondamenta de Sta Giustina :
- le Ponte della Cavana del Gas.

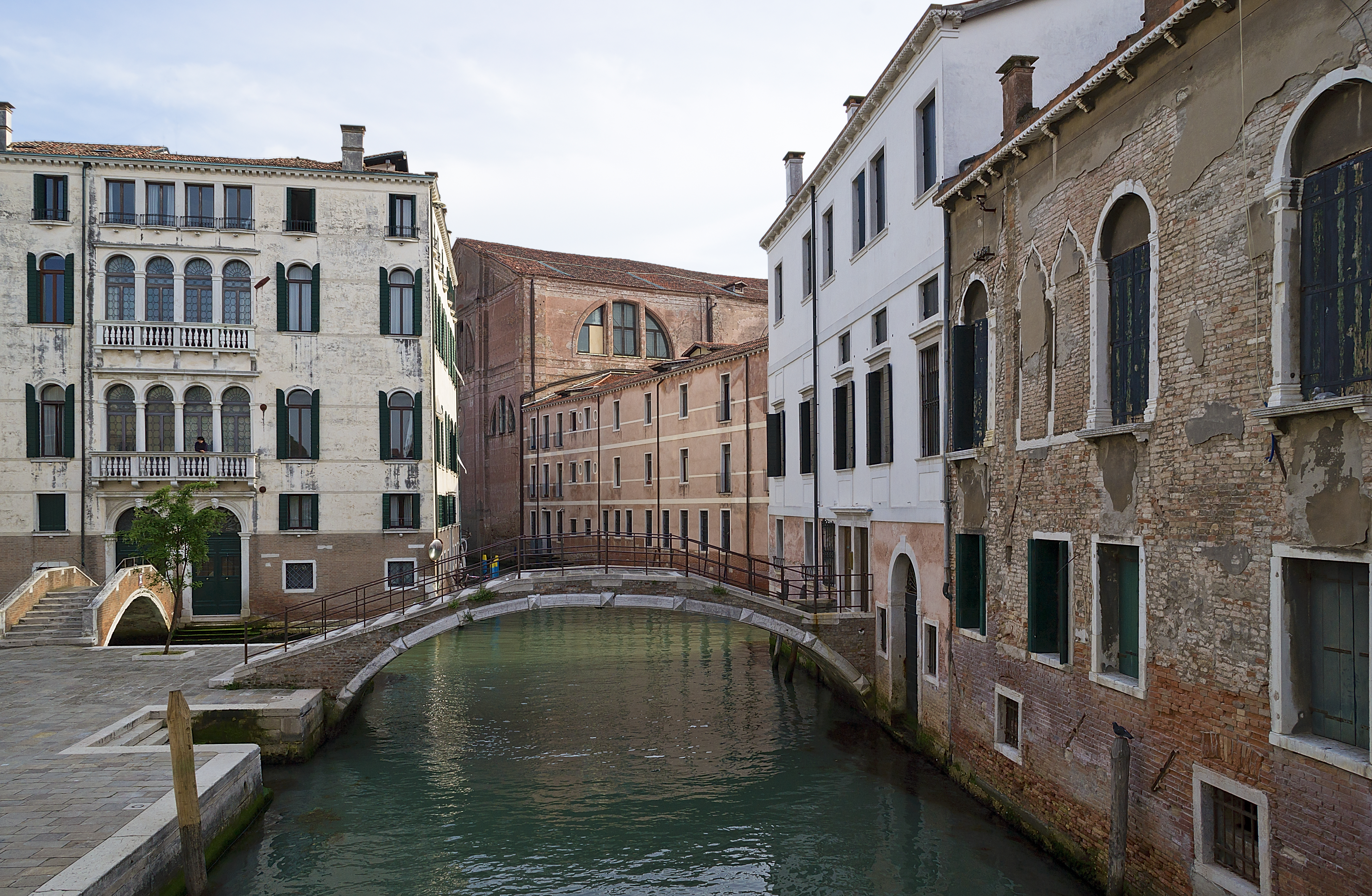
Pont privé : Ponte Ca'Zon
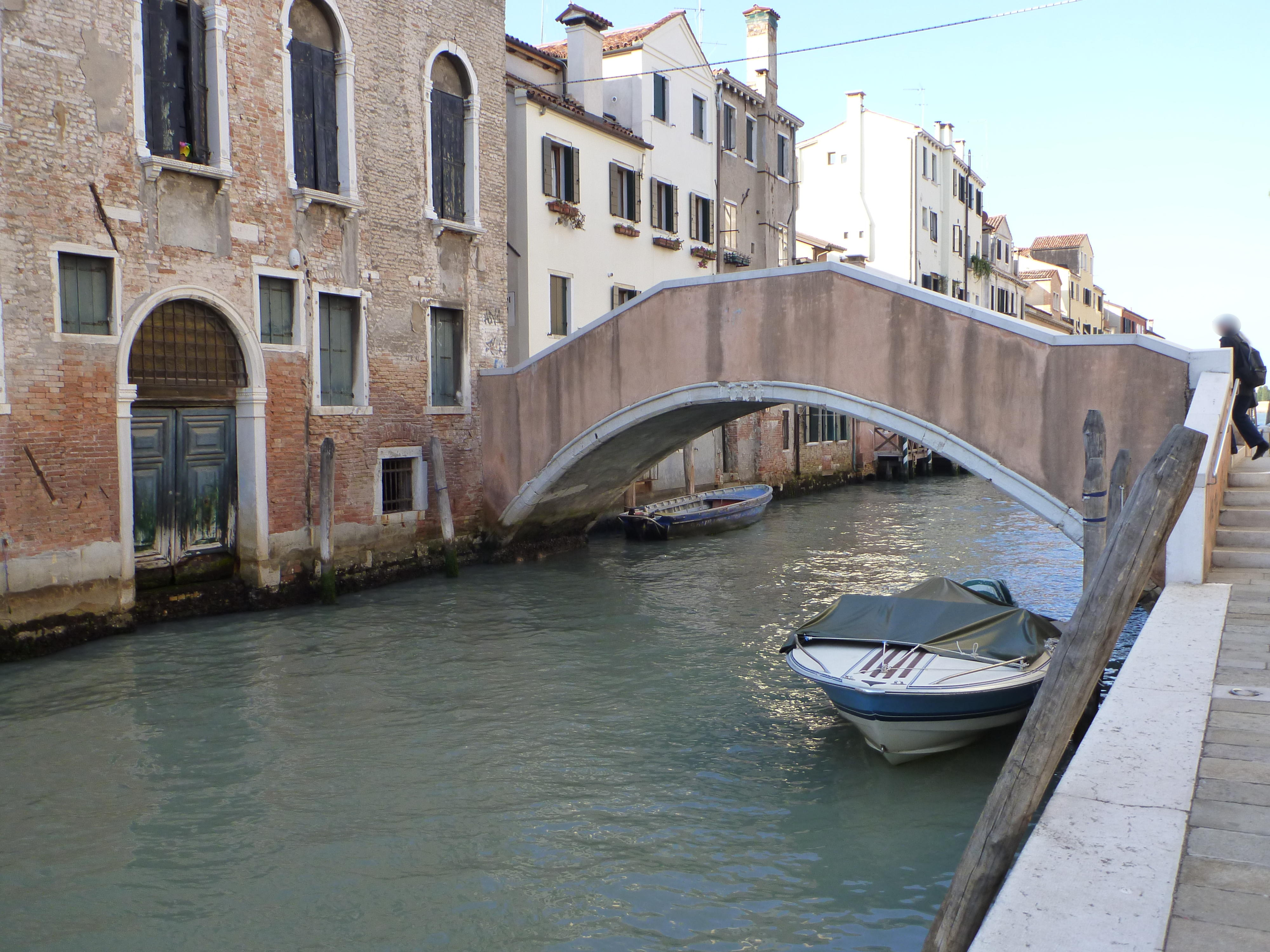
ponte di S.Giustina
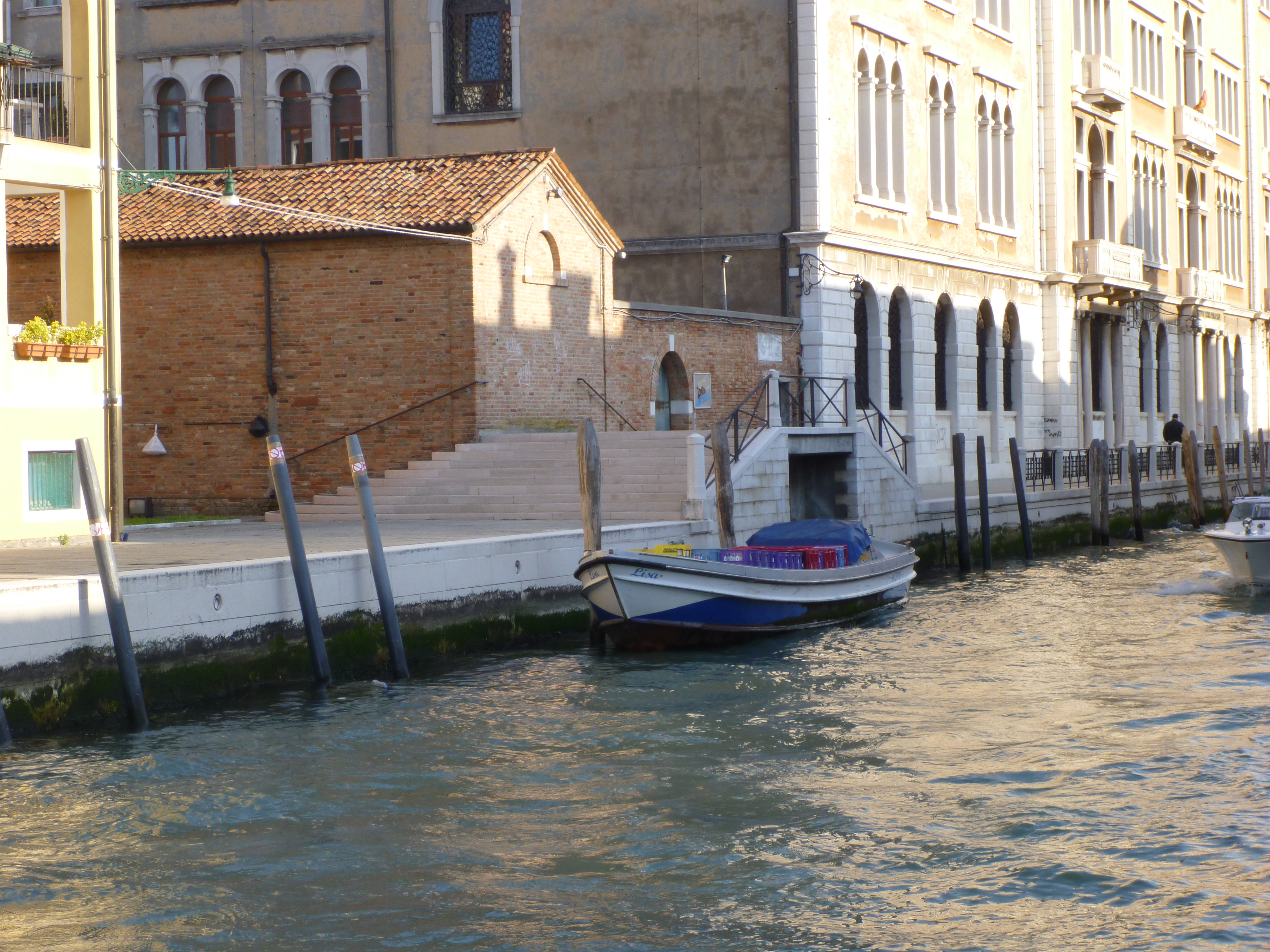
ponte de la Cavana del Gas